# Avant-lès-Ramerupt
Avant-lès-Ramerupt település Franciaországban, Aube megyében. Lakosainak száma 156 fő (2022. január 1.). Avant-lès-Ramerupt Charmont-sous-Barbuise, Chaudrey, Coclois, Longsols, Mesnil-Lettre, Nogent-sur-Aube és Verricourt községekkel határos.

## Népesség
A település népessége az elmúlt években az alábbi módon változott:
| Lakosok száma | 166  | 160  | 156  | 151  | 154  | 155  | 157  | 157  | 156  | 156  |
|               | 1968 | 1982 | 1990 | 2006 | 2013 | 2015 | 2017 | 2019 | 2020 | 2022 |